# Санкт Катаринен (Округ Нојвид)
Санкт Катаринен (њем. Sankt Katharinen) општина је у њемачкој савезној држави Рајна-Палатинат. Једно је од 62 општинска средишта округа Нојвид. Према процјени из 2010. у општини је живјело 3.592 становника. Посједује регионалну шифру (AGS) 7138068.

## Географски и демографски подаци
Санкт Катаринен се налази у савезној држави Рајна-Палатинат у округу Нојвид. Општина се налази на надморској висини од 319 метара. Површина општине износи 13,8 km². У самом мјесту је, према процјени из 2010. године, живјело 3.592 становника. Просјечна густина становништва износи 260 становника/km².